# لکه‌لکه‌شدن کوانتومی

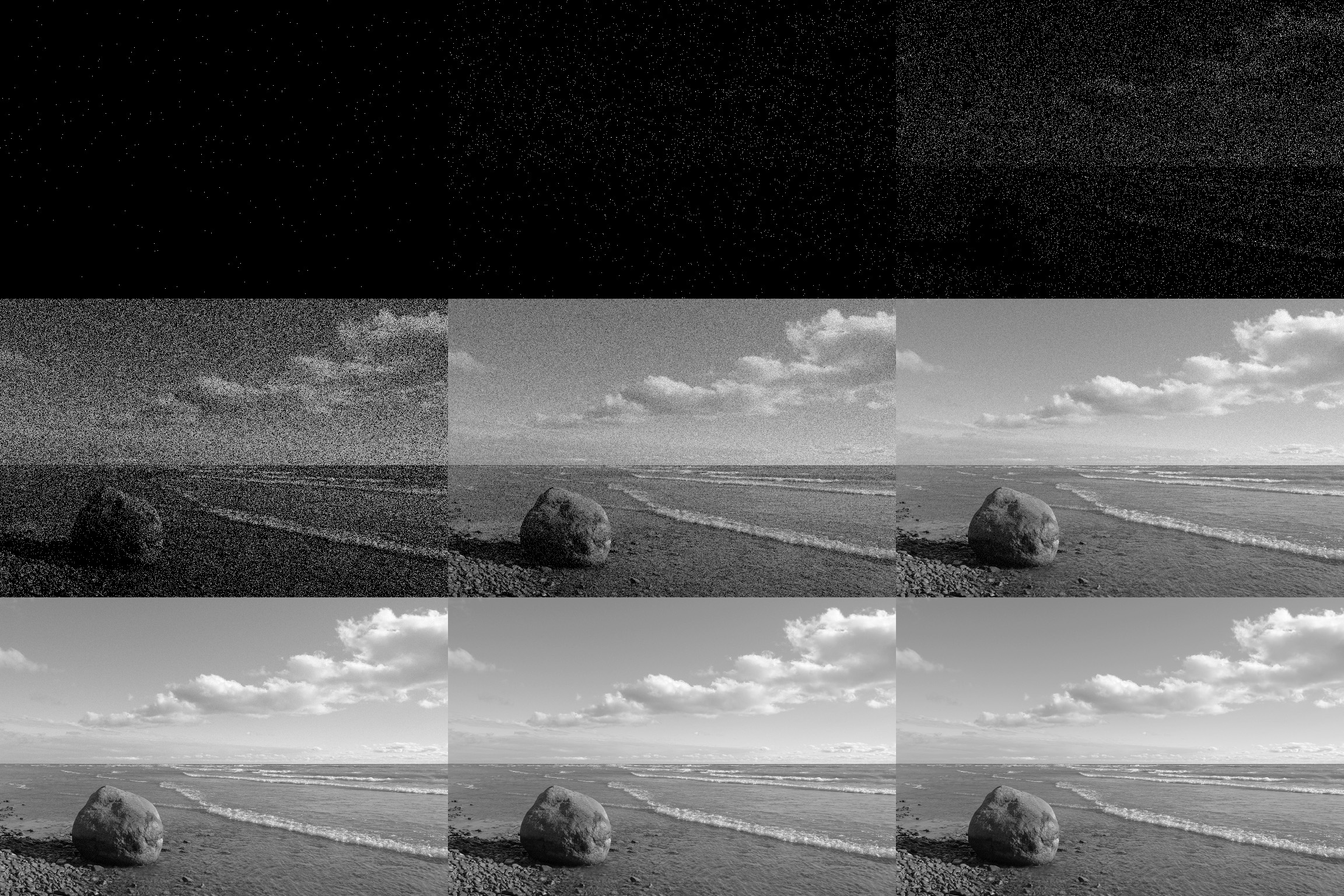
شبیه‌سازی لکه‌لکه شدن کوانتومی

لکه‌لکه‌شدن کوانتومی (به انگلیسی: Quantum mottle) یا نویز پواسون در فیزیک پزشکی به نوعی نوفه (noise) در تصاویر (مثل سی تی اسکن به‌طور نمونه) می‌گویند که در اثر فرایند پواسون به وقوع می‌پیوندد.
لکه‌لکه‌شدن کوانتومی نتیجهٔ خواص مجزای فوتون‌ها می‌باشد. چنین انحراف از یکنواختی در تصاویر را در واقع می‌توان نشانه ای از نوسان‌های آماری دانست.